# ソーラープレーン

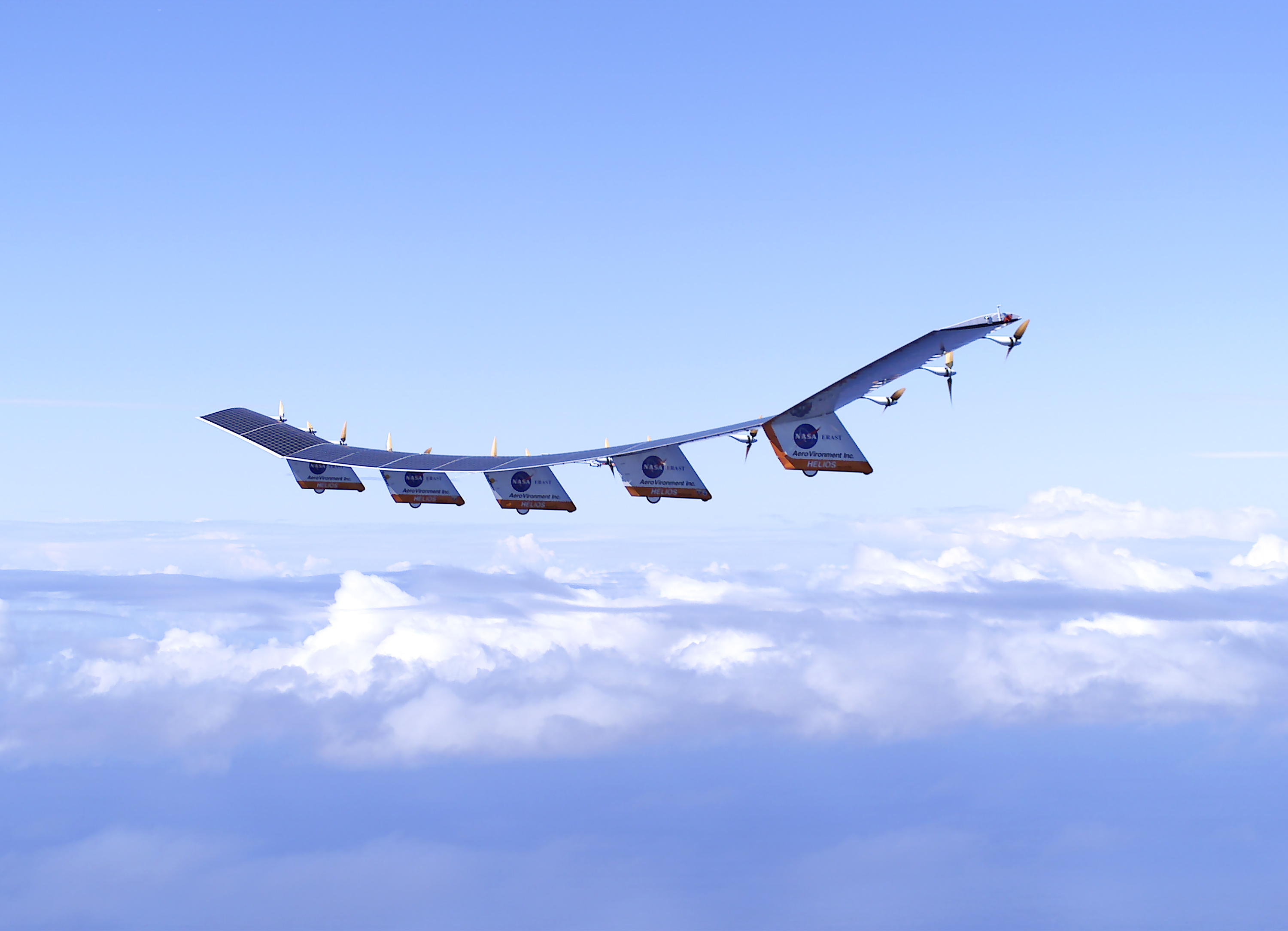
飛行中のヘリオス（NASA）

ソーラープレーン (Solar Plane) とは、電動航空機の一種。翼の上面に搭載した太陽電池で発電し、モーターでプロペラを回転させることによって飛行する。太陽光という永続的に利用可能なエネルギー源を利用して飛行するため、昼間発電した電力を蓄積しておき、夜間の動力として利用することができれば、半永久的に飛行し続けることができる。その性格から通常は無人航空機として使用される。近い将来、有人、無人ともに大西洋、太平洋の無着陸横断飛行が実現される可能性が高い。

## 有人機

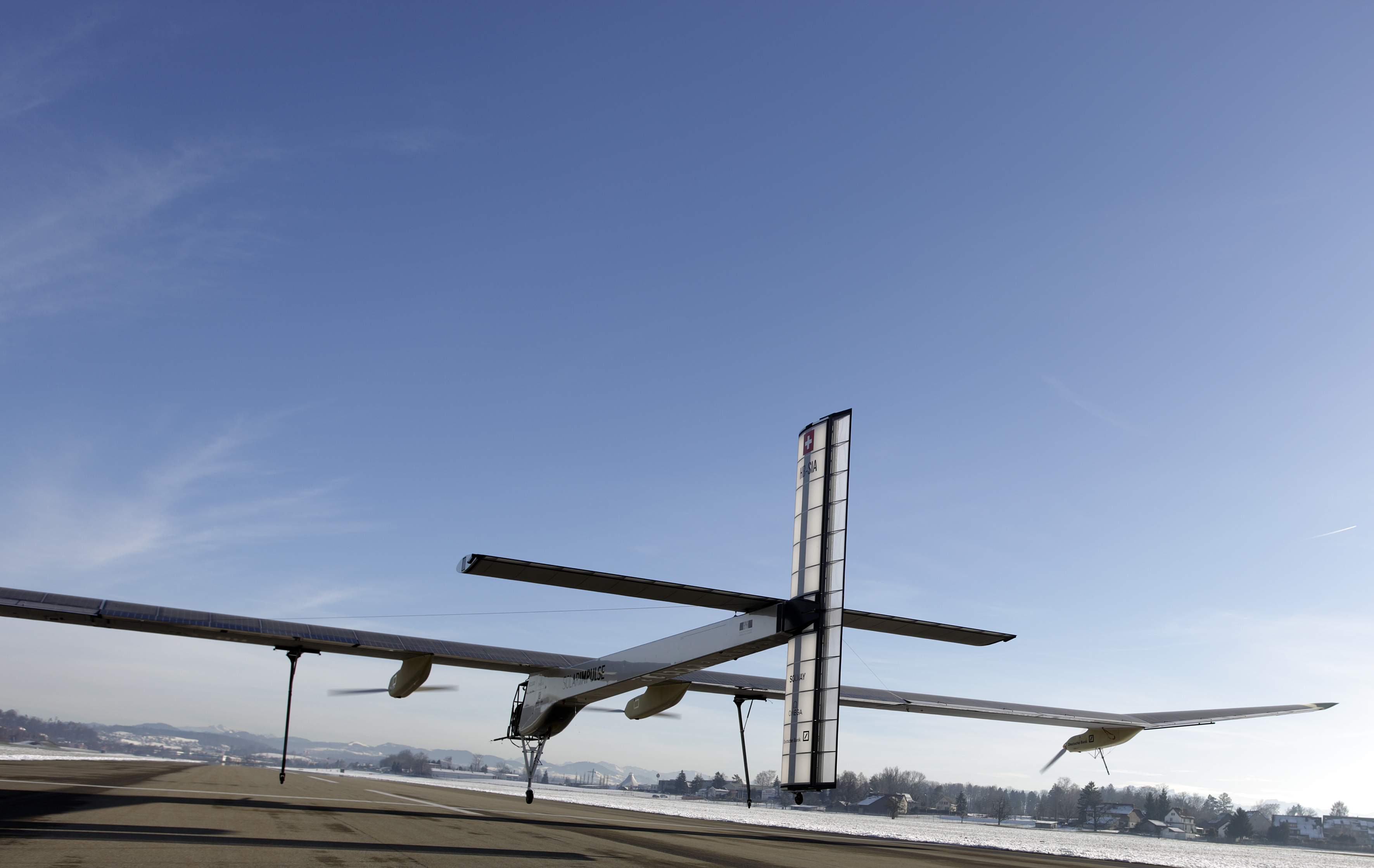
ソーラー・インパルス HB-SIA
（スイス連邦工科大学ローザンヌ校）

- 1974年、アストロ・フライト社はDARPAの為にロッキード社を通じて実証機であるサンライズⅠを製造した。
- 1979年、ポール・マクレディによって世界初の有人ソーラープレーンであるゴッサマー・ペンギンがアストロ・フライト社で作られた。続いてソーラーチャレンジャー号が作られ、1981年、7月7日、Steve Ptacekの操縦により、ドーバー海峡を横断した。
- 1990年、三洋電機製アモルファスシリコン太陽電池(最大出力300W)を使用したタンポポ号が米国人パイロット、エリック・レイモンドの操縦により、アメリカ大陸を横断した[1]。
- 2010年7月8日、スイスの「ソーラー・インパルス」が世界初の本格的な夜間有人飛行に成功。7日午前7時（日本時間同午後２時）前に離陸、日中に充電しながら、高度約8500メートルまで上昇、その後約1500メートルまで降下して水平飛行を続けた。電池の充電状態は良くさらに48時間の飛行も可能だったという。その後やや大きめの2号機 (HB-SIB) が製作され、2015年3月10日にオマーンを出発。途中で天候不順による退避や、故障による長期の修理を挟みながらも、翌2016年7月26日に世界一周を達成している（16ヶ月にわたる期間の内、実際に飛行したのは計17回・23日間である）。
- 2018年現在、高度8万フィートまで到達可能な有人機の開発が計画されている[2]。

## 無人機
- 英キネティック社の開発したソーラー無人飛行機「ゼファー（英en:Qinetiq Zephyr）」は、2010年7月9日の離陸から336時間22分（14日と22分）連続飛行の世界記録を作った。[3]
- NASAの「ヘリオス」が2001年8月13日、高度9万6863 フィート (2万9511 メートル) を達成し、プロペラ機としての高度記録を作った。

## 成層圏プラットフォームへの利用
ソーラープレーンは半永久的に飛行し続けられるため、成層圏に常駐させテレビ放送や携帯電話の中継などに利用しようという成層圏プラットフォーム計画が存在する。この計画はソーラープレーンに通信および放送の中継機材を搭載し、太陽電池で発電した電力によって、テレビ放送や携帯電話の中継などを行うものである。
飛行させるためのコストは、ロケットで人工衛星を打ち上げたり、東京タワーなどのような電波塔を建設するコストより小さい。また、人工衛星と違い容易に地上に帰還し、機材の交換や修理を行うことができる。人工衛星を用いたサービスの場合は、衛星までの距離が遠いためパラボラアンテナなどを使う必要があるが、ソーラープレーンを用いたサービスは通常のアンテナで利用できる。また、電波塔に設置されたアンテナと比べると、周辺の見通しがよいため、一機で広い範囲をカバーできることなどメリットが多い。